# Microcyba projecta
Microcyba projecta är en spindelart som beskrevs av Holm 1962. Microcyba projecta ingår i släktet Microcyba och familjen täckvävarspindlar.
Artens utbredningsområde är Uganda. Inga underarter finns listade i Catalogue of Life.